# دانیل لسووی
دانیل لسووی (روسی: Даниил Олегович Лесовой؛ زادهٔ ۱۲ ژانویهٔ ۱۹۹۸) بازیکن فوتبال اهل روسیه است.
از باشگاه‌هایی که در آن بازی کرده‌است می‌توان به باشگاه فوتبال دینامو کی‌یف اشاره کرد.
وی همچنین در تیم‌های ملی فوتبال Ukraine national under-16 football team, Ukraine national under-17 football team, Russia national under-20 football team، و زیر ۲۱ سال روسیه بازی کرده‌است.